# 贡纳尔·贝里格伦
贡纳尔·贝里格伦（瑞典語：Gunnar Berggren，1908年1月26日—1983年9月2日），瑞典男子拳击运动员。他曾代表瑞典参加1928年夏季奥林匹克运动会拳击比赛，获得男子轻量级铜牌。